# Lijst van voetbalinterlands Gibraltar - Schotland
Deze lijst van voetbalinterlands is een overzicht van alle officiële voetbalwedstrijden tussen de nationale teams van Gibraltar en Schotland. De landen hebben tot op heden drie keer tegen elkaar gespeeld. De eerste ontmoeting, een kwalificatiewedstrijd voor het Europees kampioenschap voetbal 2016, werd gespeeld in Glasgow op 29 maart 2015. Het laatste duel, een vriendschappelijke wedstrijd, vond plaats op 3 juni 2024 in Faro (Portugal).

## Wedstrijden
| № | Plaats  | Datum           | Competitie           | Wedstrijd             | Uitslag |
| - | ------- | --------------- | -------------------- | --------------------- | ------- |
| 1 | Glasgow | 29 maart 2015   | EK 2016 kwalificatie | Schotland – Gibraltar | 6 – 1   |
| 2 | Faro    | 11 oktober 2015 | EK 2016 kwalificatie | Gibraltar – Schotland | 0 – 6   |
| 3 | Faro    | 3 juni 2024     | Vriendschappelijk    | Gibraltar − Schotland | 0 − 2   |

## Samenvatting
| Competitie        | Totaal gespeeld | Winst Gibraltar | Gelijk | Winst Schotland | Doelsaldo Gibraltar – Schotland |
| ----------------- | --------------- | --------------- | ------ | --------------- | ------------------------------- |
| EK-kwalificatie   | 2               | 0               | 0      | 2               | 1 − 12                          |
| Vriendschappelijk | 1               | 0               | 0      | 1               | 0 − 2                           |
| Totaal            | 3               | 0               | 0      | 3               | 1 − 14                          |

## Details

### Eerste ontmoeting
| EK 2016 kwalificatie (scheidsrechter Mattias Gestranius, Glasgow, 29 maart 2015):                                                                                        |              | |
| Schotland | 6 – 1        | Gibraltar |
| Shaun Maloney 18' (pen.) Steven Fletcher 29' Shaun Maloney 34' (pen.) Steven Naismith 39' Steven Fletcher 77' Steven Fletcher 90'                                        | doelpunten   | 20' Lee Casciaro |
| Gordon Strachan | bondscoach   | David Wilson |
| David Marshall Alan Hutton Russell Martin Andrew Robertson Shaun Maloney Scott Brown James Morrison Matt Ritchie 46' Ikechi Anya 66' Steven Naismith 64' Steven Fletcher | opstellingen | Jamie Robba 53' David Artell Scott Wiseman Joseph Chipolina 74' Roy Chipolina Ryan Casciaro Liam Walker Aaron Payas 82' Anthony Bardon Adam Priestley Lee Casciaro |
| Gordon Greer 46' Jordan Rhodes 64' Barry Bannan 66' | wissels      | 53' Jean-Carlos Garcia 74' Jake Gosling 82' Daniel Duarte |

### Tweede ontmoeting
| EK 2016 kwalificatie (scheidsrechter Aleksej Koelbakov, Loulé, 11 oktober 2015):                                                                                         |              | |
| Gibraltar | 0 – 6        | Schotland |
| | doelpunten   | 24' Chris Martin 39' Shaun Maloney 52' Steven Fletcher 56' Steven Fletcher 85' Steven Fletcher 90+1' Steven Naismith                                                     |
| Jeff Wood | bondscoach   | Gordon Strachan |
| Jamie Robba Joseph Chipolina Erin Barnett Roy Chipolina Ryan Casciaro Jean-Carlos Garcia Liam Walker Daniel Duarte 57' Anthony Bardon Kyle Casciaro 89' Lee Casciaro 82' | opstellingen | Allan McGregor Alan Hutton Christophe Berra Gordon Greer Andrew Robertson Shaun Maloney Graham Dorrans 63' Scott Brown 64' Matt Ritchie Steven Fletcher 76' Chris Martin |
| Brian Perez 57' John Paul Duarte 82' Michael Yome 89' | wissels      | 63' Darren Fletcher 64' Johnny Russell 76' Steven Naismith |

GFA · A-internationals · Bondscoaches · Statistieken · Vrouwenelftal · Olympisch elftal · Gibraltar U19 · Gibraltar U17
2010 – 2019 ·
2020 − 2029
2013 ·
2014 ·
2015 ·
2016 ·
2017 ·
2018 ·
2019 ·
2020 ·
2021 ·
2022 ·
2023 ·
2024
Andorra ·
Armenië ·
België ·
Bosnië en Herzegovina ·
Bulgarije ·
Cyprus ·
Denemarken ·
Duitsland ·
Estland ·
Faeröer ·
Frankrijk ·
Georgië ·
Grenada ·
Griekenland ·
Ierland ·
Kosovo ·
Kroatië ·
Letland ·
Liechtenstein ·
Litouwen ·
Malta ·
Moldavië ·
Montenegro ·
Nederland ·
Noord-Macedonië ·
Noorwegen ·
Polen ·
Portugal ·
San Marino ·
Schotland ·
Slovenië ·
Slowakije ·
Turkije ·
Wales ·
Zwitserland
SFA · A-internationals · Selecties · Bondscoaches · Statistieken · Schots vrouwenelftal · Brits olympisch elftal · Schotland U21 · Schotland U20 · Schotland U19 · Schotland U18 · Schotland U17 · Schotland U16 · Vrouwen U17
1872 – 1899 ·
1900 – 1919 ·
1920 – 1929 ·
1930 – 1939 ·
1940 – 1949 ·
1950 – 1959 ·
1960 – 1969 ·
1970 – 1979 ·
1980 – 1989 ·
1990 – 1999 ·
2000 – 2009 ·
2010 – 2019 ·
2020 − 2029
EK's: 1992 ·
1996 ·
2020 ·
2024
WK's: 1954 ·
1958 ·
1974 ·
1978 ·
1982 ·
1986 ·
1990 ·
1998
1872 ·
1873 ·
1874 ·
1875 ·
1876 ·
1877 ·
1878 ·
1878 ·
1879 ·
1880 ·
1881 ·
1882 ·
1883 ·
1884 ·
1885 ·
1886 ·
1887 ·
1888 ·
1889 ·
1890 ·
1891 ·
1892 ·
1893 ·
1894 ·
1895 ·
1896 ·
1897 ·
1898 ·
1899 ·
1900 ·
1901 ·
1902 ·
1903 ·
1904 ·
1905 ·
1906 ·
1907 ·
1908 ·
1909 ·
1910 ·
1911 ·
1912 ·
1913 ·
1914 ·
1915–1919 ·
1920 ·
1921 ·
1922 ·
1923 ·
1924 ·
1925 ·
1926 ·
1927 ·
1928 ·
1929 ·
1930 ·
1931 ·
1932 ·
1933 ·
1934 ·
1935 ·
1936 ·
1937 ·
1938 ·
1939 ·
1940–1945 ·
1946 ·
1947 ·
1948 ·
1949 ·
1950 ·
1951 ·
1952 ·
1953 ·
1954 ·
1955 ·
1956 ·
1957 ·
1958 ·
1959 ·
1960 ·
1960 ·
1961 ·
1962 ·
1963 ·
1964 ·
1965 ·
1966 ·
1967 ·
1968 ·
1969 ·
1970 ·
1971 ·
1972 ·
1973 ·
1974 ·
1975 ·
1976 ·
1977 ·
1978 ·
1979 ·
1980 ·
1981 ·
1982 ·
1983 ·
1984 ·
1985 ·
1986 ·
1987 ·
1988 ·
1989 ·
1990 ·
1991 ·
1992 ·
1993 ·
1994 ·
1995 ·
1996 ·
1997 ·
1998 ·
1999 ·
2000 ·
2001 ·
2002 ·
2003 ·
2004 ·
2005 ·
2006 ·
2007 ·
2008 ·
2009 ·
2010 ·
2011 ·
2012 ·
2013 ·
2014 · 
2015 · 
2016 · 
2017 ·
2018 ·
2019 ·
2020 ·
2021 ·
2022
Albanië ·
Argentinië · 
Armenië ·
Australië ·
België ·
Bosnië en Herzegovina ·
Brazilië ·
Bulgarije ·
Canada ·
Chili ·
Colombia ·
Congo-Kinshasa ·
Costa Rica ·
Cyprus ·
DDR ·
Denemarken ·
Duitsland ·
Ecuador ·
Egypte ·
Engeland ·
Estland ·
Faeröer ·
Finland ·
Frankrijk ·
Georgië ·
Gibraltar · 
GOS ·
Griekenland ·
Hongarije ·
Ierland ·
IJsland ·
Iran ·
Israël ·
Italië ·
Japan ·
Joegoslavië ·
Kazachstan ·
Kroatië ·
Letland ·
Liechtenstein ·
Litouwen ·
Luxemburg ·
Malta ·
Marokko ·
Mexico ·
Moldavië ·
Nederland ·
Nieuw-Zeeland ·
Nigeria · 
Noord-Ierland ·
Noord-Macedonië ·
Noorwegen ·
Oekraïne ·
Oostenrijk ·
Paraguay ·
Peru ·
Polen ·
Portugal ·
Qatar ·
Roemenië ·
Rusland ·
San Marino ·
Saoedi-Arabië ·
Servië ·
Slovenië ·
Slowakije · 
Sovjet-Unie ·
Spanje ·
Trinidad en Tobago · 
Tsjechië ·
Tsjecho-Slowakije ·
Turkije · 
Uruguay ·
Verenigde Staten ·
Wales ·
Wit-Rusland ·
Zuid-Afrika ·
Zuid-Korea ·
Zweden ·
Zwitserland
Engeland (2021) · 
Kroatië (2021) · 
Nieuw-Zeeland (1982) · 
Tsjechië (2021)